# Limenitis archidona
Limenitis archidona är en fjärilsart som beskrevs av Hans Fruhstorfer 1915. Limenitis archidona ingår i släktet Limenitis och familjen praktfjärilar. Inga underarter finns listade i Catalogue of Life.